# Caenocoris nerii
Caenocoris nerii (лат.) — вид клопов, обитающий в Европе (Албания, Болгария, Греция, Италия, Франция, Испания), Азии (Ближний Восток, Кипр) и в Афротропике.

## Описание
Тело удлинённое, размер от 7,5 до 9,5 мм. Самка крупнее самца. Чёрного цвета с красными отметинами. Щиток и брюшко полностью красные.

## Поведение
Самки откладывают яйца на олеандре. Личинки также питаются соком олеандра на всех этапах своего развития, хотя и могут паразитировать на растениях семейства Ластовневые. Личинки способны пережить зиму. Имаго питаются также плодами и семенами олеандра. Данный вид насекомых обычно отвергается хищниками, так как в их теле накапливаются токсичные вещества, полученные из растения-хозяина.

## Галерея
- Яйца
- Скопление личинок
- Личинка, вид сбоку
- Имаго